# Koivusaari (Muonio)
Koivusaari is een Zweeds eiland in de Muonio, die de grens vormt tussen Zweden en Finland. Het heeft geen oeververbinding en het is onbebouwd. Het eiland heeft een oppervlakte van ongeveer zes hectare.
De grens tussen Zweden en Finland is een aaneenschakeling van rivieren, waarvan de Torne de laatste is. Er zijn verschillende eilanden in de Muonio en de Torne die Koivusaari heten.
Kenttäsaari nabij Maunu · Alasaari nabij Karesuando · Kivisaari · Lintiputaansaari · Ungelosaari · Alasaari nabij Palojoensuu · Järämänsaari · Hirvassaari · Niittysaari · Koivusaari (Zweeds) · Palsarinsaari · Kenttäsaari ·  Alkkulasaari · Koivusaari (Fins) · Viiksinsaari · Rukomasaari · Ojasensaari · Luhtasaari · Laurukainen · Naapankisaari · Kihlangisaari · Iso Aareansaari · Vekarasaari · Kolarinsaari · Kokko · Väylänsaari · Pyysaari · Alanen · Lompolonsaari